# Hietasaari (ö i Södra Karelen, Imatra)
Hietasaari är en ö i Finland. Den ligger i sjön Pyhäjärvi och i kommunerna Parikkala och Kides och landskapen  Södra Karelen och Norra Karelen, i den sydöstra delen av landet, 300 km nordost om huvudstaden Helsingfors. Öns area är 30,5 hektar och dess största längd är 0,9 kilometer i nord-sydlig riktning.